# Kātpādi
Kātpādi är en ort i Indien.   Den ligger i distriktet Vellore och delstaten Tamil Nadu, i den södra delen av landet, 1 800 km söder om huvudstaden New Delhi. Kātpādi ligger 213 meter över havet och antalet invånare är 16 408.
Terrängen runt Kātpādi är platt norrut, men söderut är den kuperad. Runt Kātpādi är det tätbefolkat, med 709 invånare per kvadratkilometer. Närmaste större samhälle är Vellore, 5,8 km söder om Kātpādi. Omgivningarna runt Kātpādi är en mosaik av jordbruksmark och naturlig växtlighet.